# Tres Joyas

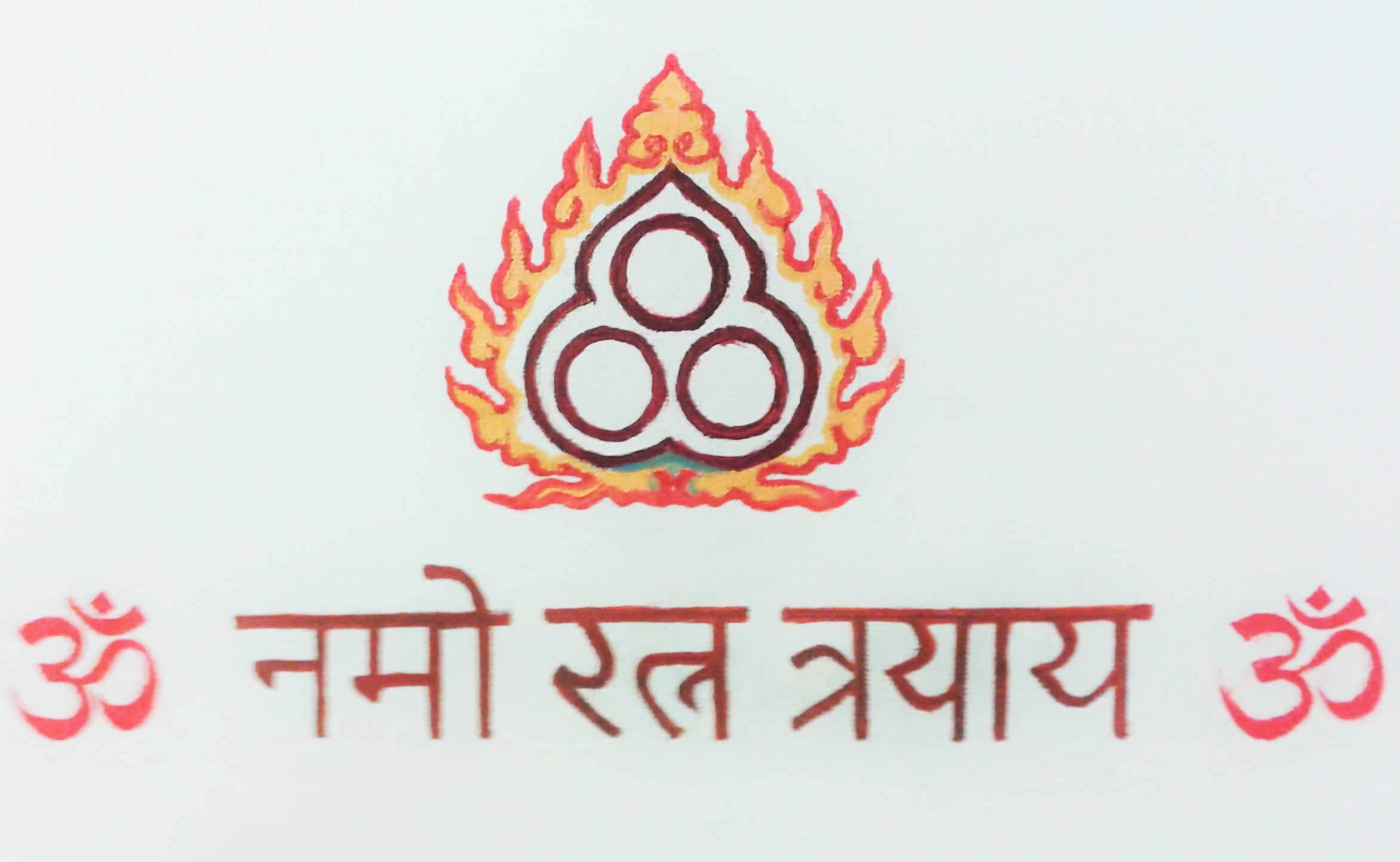
Símbolo de las Tres Joyas del Budismo: Buda, Dharma, Sangha. A continuación, está escrito en sánscrito devanagari "om namo ratna trayaya om" (Om Alabanza a las Tres Joyas Om).

Las Tres Joyas hace referencia a las cosas en las que una persona budista toma refugio para ser seguidor de las enseñanzas de Buda Gautama. 
Las Tres Joyas son:
1. Buda (concepto): seres iluminados, nirvana o iluminación.
2. Dharma: la enseñanza del budismo, el entendimiento correcto.
3. Sangha: la comunidad de budistas, la pureza fundamental.

Esta toma de refugio viene a significar que una vez la persona ha comprendido el sentido de liberación que subyace en este camino a través de la comprensión del Tri-Laksana, asumirá que mientras dure su existencia —o incluso en otras si las hubiera— querrá permanecer vinculado para siempre a lo que se llama las Tres Joyas o Tres Tesoros.
En muchas escuelas budistas existe algún tipo de ceremonia oficiada por un monje o maestro que ofrece la toma de preceptos. Esto es una manifestación pública del compromiso, pero no es algo indispensable. La persona puede por ella misma tomar refugio con sinceridad y es del todo suficiente.